# Rafael Sóbis
Rafael Augusto Sóbis (Erechim, 17 de junho de 1985) é um ex-futebolista brasileiro que atuava como atacante. Seu último clube foi o Cruzeiro.

## Carreira

### Início
Começou a jogar futebol amador na escolinha de futebol Machado e Machado. Após algum tempo, foi jogar nas categorias de base do Cruzeiro de Porto Alegre. Depois de quase um ano no clube gaúcho, foi contratado para jogar na equipe juvenil do Corinthians. Entretanto, após oito meses no clube paulista, retornou a Porto Alegre, desta vez para atuar nas categorias de base do Internacional, clube em que iniciou sua carreira profissional em 2004.
No início conhecido apenas como "Rafael", passou a ser chamado pelo sobrenome por ideia do presidente do clube, Fernando Carvalho. "Sóbis", fruto de sua ascendência ucraniana, poderia despertar mais interesse do mercado europeu, onde haveria a possibilidade de obter dupla cidadania. Acabou prevalecendo como alcunha seu pré-nome juntamente com o sobrenome (que costuma ser grafado com acento agudo), "Rafael Sóbis".

### Internacional

#### Despontando
O clube gaúcho vinha de uma recente ascensão após longos anos de más temporadas e escassos títulos. Na gestão de Fernando Carvalho, que trouxe o técnico Muricy Ramalho em 2003, foi descoberta a fórmula do sucesso: a mescla de jogadores experientes com jovens pratas-da-casa. Honrando a alcunha de "Celeiro de Ases", o clube foi alimentado com uma excelente safra de jogadores, especialmente atacantes. Já no campeonato de 2003, o elenco colorado contava no time titular com Diego, Nilmar e Daniel Carvalho, todos com passagem pelas seleções brasileiras de base — e principal, no caso dos dois últimos. Com a venda de Daniel Carvalho ao CSKA Moscou, em dezembro de 2003, e de Nilmar ao Lyon, em meados de 2004, Sóbis ganhou seu espaço.
Já em sua estreia, na semifinal do Campeonato Gaúcho daquele ano — contra o Juventude, no Estádio Alfredo Jaconi — o jovem atacante mostrou sua estrela; da intermediária, desferiu um magnífico chute no ângulo esquerdo do goleiro, marcando seu primeiro gol com a camisa colorada. Mais tarde, ainda em 2004, teria grandes atuações em jogos no Campeonato Brasileiro, especialmente em Grenais. Acabou o ano como titular absoluto.

#### O auge
No Campeonato Brasileiro de 2005, o atacante estourou. Após um começo discreto — mesmo tendo marcado um dos gols da final do Campeonato Gaúcho (conquistado pelo Inter) —, Sóbis foi convocado para a Seleção Brasileira Sub-20. Quando voltou, já havia perdido espaço para Iarley, que havia vindo do México para reforçar o Colorado e agora fazia dupla com Fernandão. Já na sua reestreia, entretanto, o garoto marcou na goleada contra o Juventude (Sóbis soma quatro gols contra o time da Serra). Depois, não parou mais. Reconquistou seu espaço com grandes atuações e muitos gols, tendo sido fundamental na vaga para a Copa Libertadores da América.
Foi eleito o Jogador Revelação e Melhor Atacante do Campeonato Brasileiro de 2005, tendo estado próximo da artilharia, com 19 gols (sendo o jogador que mais marcou com a bola rolando).
Em 2006, a glória. Após lesionar-se numa partida contra a Ulbra, pelo Campeonato Gaúcho, o jogador voltou aos poucos e foi reconquistando seu espaço, fazendo gols importantes — contra São Caetano e São Paulo, pelo Campeonato Brasileiro, por exemplo. Em julho, no segundo jogo das quartas-de-final da Libertadores, numa vitória por 2 a 0 contra a LDU, Sóbis mostrou estrela ao abrir o placar e marcar o gol que encaminhou o Internacional às semifinais.
No primeiro jogo da final, contra o São Paulo, no Morumbi, fez a maior partida de sua vida; a dribles, arrancadas e chutes fulminantes, fez os dois gols na vitória colorada por 2 a 1 sobre o tricolor paulista. No jogo da volta, teve participação nos dois gols colorados. Correu, driblou, demonstrou raça e, ajudou a manter o empate que deu ao Internacional o título inédito da Copa Libertadores da América.

### Betis
Acabou deixando o Inter um jogo após o título contra o São Paulo, no Beira-Rio. Naturalmente, despediu-se com gol (empate em 1 a 1), partindo rumo à Espanha em um negócio de 8 milhões de euros com o Betis. O atacante também era pretendido por Racing de Santander, Valencia e Milan.

### Al-Jazira
Variando entre boas atuações, gols e a reserva, acabou acertando, em 2008, sua transferência para o Al-Jazira, dos Emirados Árabes, por 10 milhões de euros. No país do Oriente Médio, Sóbis jogou ao lado de outros dois brasileiros, Fernando Baiano e Márcio Rozário.

### Retorno ao Internacional
Durante a Copa do Mundo FIFA de 2010, o Internacional acertou sua volta no dia 1 de julho, por empréstimo, até junho de 2011, com opção de contratação em definitivo no término do contrato. Sóbis vinha de lesão, porém se recuperou a tempo das finais. Foi campeão da Copa Libertadores novamente, quatro anos depois, e de novo marcando um gol na final. Devido a duas novas lesões, além de ser muito utilizado mais recuado no time colorado, Sóbis não rendeu o esperado na sua volta ao Inter. Somado ao fato de que o Al-Jazira só liberaria mediante compra por 7 milhões de euros, o Inter não renovou o empréstimo.

### Fluminense

#### 2011

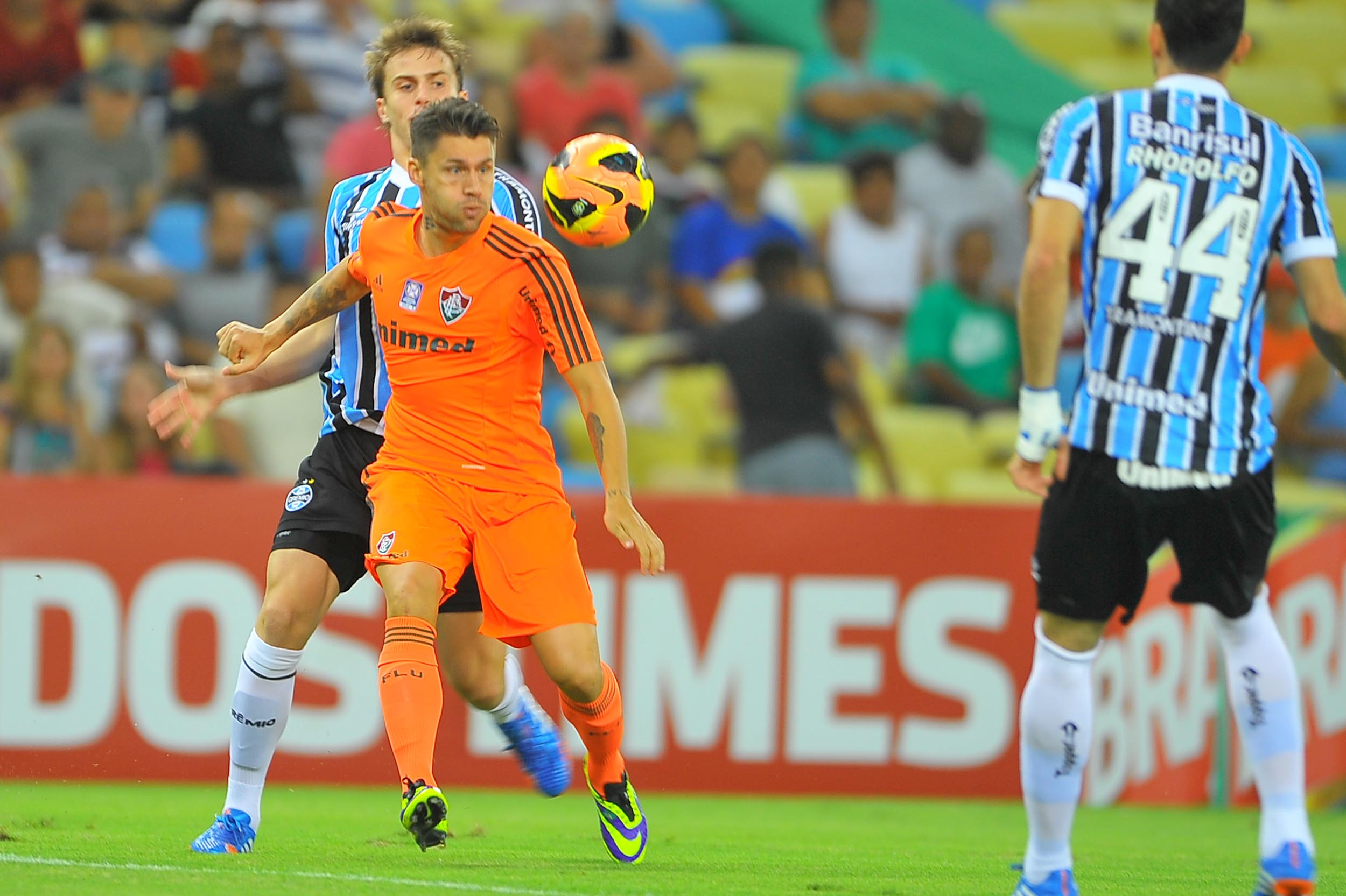
Rafael Sóbis atuando pelo Fluminense em 2013, contra o Grêmio, pelo Campeonato Brasileiro

Em 19 de julho, após muita especulação sobre o seu futuro, foi contratado pelo Fluminense, novamente por empréstimo de uma temporada.
Estreou com a camisa do Fluminense no dia 24 de julho, contra o Palmeiras, na vitória de 1 a 0 com gol de Marquinho.
Marcou seu primeiro gol em 31 de julho, na goleada de 4 a 0 contra o Ceará, no Engenhão, pela 13ª rodada do Brasileirão.
No dia 31 de agosto, em jogo válido pela 20ª rodada, contra o São Paulo, no estádio do Morumbi, o jogador marcou seu segundo gol com a camisa do Fluminense e garantiu a vitória por 2 a 1.
Na rodada seguinte, contra o Atlético Goianiense, dia 3 de setembro, Sóbis saiu do banco de reservas para dar a vitória ao time carioca. O seu time perdia até os 37 minutos do segundo tempo, quando o jogador marcou o primeiro gol. Em seguida, marcou outro, empatando a partida. Já no fim, Rafael Moura virou para o Fluminense e venceu por 3 a 2.
Em 1 de outubro, na 27ª rodada do campeonato, no jogo contra o Santos, outra vez Sóbis saiu do banco e entrou aos 19 minutos do segundo tempo, quando o jogo estava 1 a 1, e, aos 26 minutos, recebeu na entrada da área e acertou um petardo de pé direito, no ângulo, virando para o Fluminense. O tricolor carioca acabou vendo o Peixe por 3 a 2.
No dia 9 de outubro, no jogo contra o Flamengo, o jogador marcou mais um gol mas seu time acabou perdendo por 3 a 2. Já no dia 29 de outubro, pela 32ª rodada, contra o Ceará, em Fortaleza, Sóbis marcou os dois gols da vitória de 2 a 1.
No dia 6 de novembro, na 33ª rodada, no jogo contra o Internacional, seu time do coração, no Beira-Rio, o jogador foi o destaque da partida, junto com Deco. Aos 18 minutos do primeiro tempo, Sóbis recebeu na linha de fundo, e, com um toque de calcanhar para Deco, deixou três jogadores adversários na saudade, e, o luso brasileiro cruzou na cabeça de Rafael Moura, 1 a 0 para os visitantes. A seguir, o colorado empatou, com Oscar. No fim do primeiro tempo, Sóbis recebeu lançamento preciso de Deco, e, dentro da área, dominou e finalizou no canto esquerdo do goleiro. 2 a 1. Na comemoração, o jogador, mostrando todo o seu amor pelo clube, não comemorou. Antes da partida, a torcida colorada cantou para Sóbis, que ficou emocionado, assim como Edinho e Abel Braga, ídolos do clube. Ao final da partida, o jogador deu as seguintes declarações:
| “ | Pode ter certeza que estou com uma dor muito forte no meu coração, não pela vitória do meu time. Tenho uma dorzinha no peito de atrapalhar as chances de Libertadores do meu time, preferia que o gol fosse de outro. - Confesso que é uma situação muito estranha, tenho o Inter no meu coração, minha família ama o Internacional e eu amo bastante também. Me emocionei com a torcida gritando meu nome antes do jogo. | ” |

Em 16 de novembro, em um jogo épico contra o Grêmio, no Engenhão, que terminou em 5 a 4 para o Flu, Sóbis marcou mais um golaço. A bola sobrou no bico da grande área, e, com um petardo de pé direito, chutou no alto e sem chances para o goleiro. Antes do jogo, o jogador disse que marcaria contra o seu maior rival.

#### 2012
No dia 19 de julho, o Fluminense adquiriu o passe de Rafael Sóbis em definitivo, assinando um contrato de três anos. Fez mais um gol contra o Bahia em que seu time venceu por 2 a 0 fora de casa em 10 de outubro. Já no dia 17 de outubro, fez mais um gol contra o Grêmio, no empate em 2 a 2 no Engenhão.

#### 2013
Em 20 de janeiro, Sóbis fez a sua primeira partida pelo clube no ano contra o Nova Iguaçu pelo campeonato carioca. E marcou pela primeira vez no ano contra o Boavista em 30 de março, na vitória por 2 a 0. Marcou o único gol do Fluminense na derrota por 3 a 1 para o Flamengo em 14 de abril. Na semana seguinte marcou o gol na vitória por 1 a 0 contra o Caracas, em São Januário, e classificou o time para as oitavas de final. Após o jogo, o atacante comentou:
| “ | Acima de tudo, veio uma sensação de alívio, de dever cumprido nessa fase de grupos. Imagina como seria duro o dia de hoje se não tivéssemos nos classificado. Do meu lado, por ter feito o gol, fico feliz por me sentir importante. Quem não joga muito, quando entra tenta fazer o possível. | ” |

Na mesma semana Sóbis marcou o segundo gol do Flu na vitória por 2 a 0 contra o Bangu garantindo o clube na primeira colocação do grupo em 21 de abril.[carece de fontes?] Continuou suas boas atuações em 28 de abril, após fazer dois gols contra o Volta Redonda na vitória por 4 a 1 pela semifinal da Taça Rio. Também acertando uma bola na trave. Na estreia pelo campeonato brasileiro o Fluminense jogou com reservas e Sóbis marcou o primeiro gol da equipe contra o Atlético Paranaense de pênalti em 26 de maio. Também dando passe para o segundo gol de Samuel na vitória por 2 a 1 no Rio de Janeiro. Em 9 de junho, fez o primeiro gol do Fluminense na vitória de virada por 2 a 1 sobre o Goiás dentro de casa no Moarcyzão. Fez mais um gol na derrota para a Portuguesa por 2 a 1, no Canindé, em 12 de junho.[carece de fontes?]

### Tigres UANL

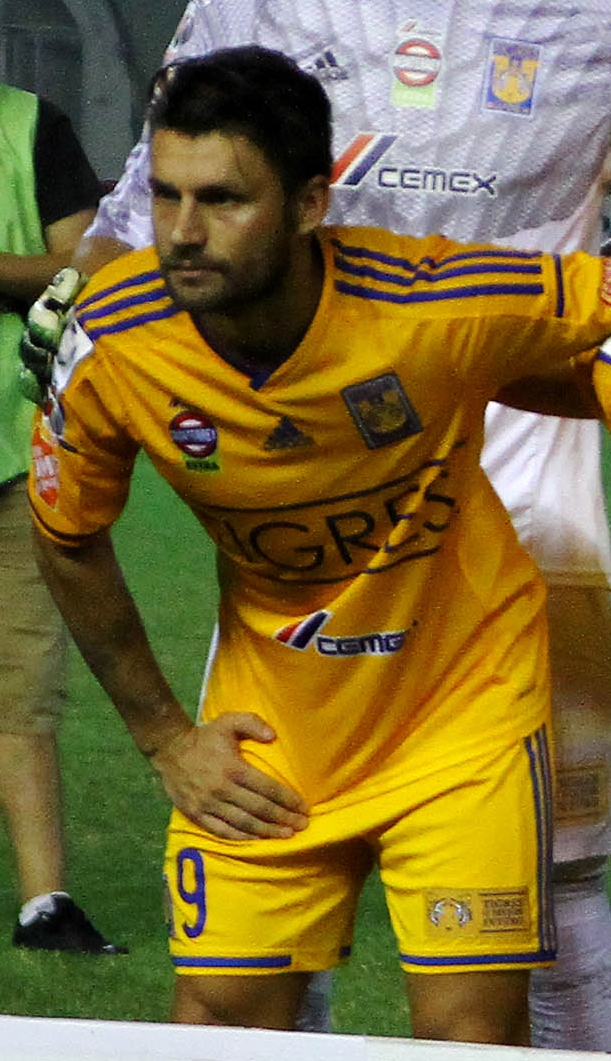
Sóbis pelo Tigres em 2015

Em dezembro de 2014 acertou com o Tigres UANL por três temporadas, com um salario de aproximadamente 5 milhões anuais, e uma multa rescisória de 8 milhões de dólares (26 milhões de reais). Sóbis foi campeão mexicano e vice-campeão da Libertadores, sendo um dos nomes mais destacados da competição. No ano de 2016, foi vice da Liga dos Campeões da CONCACAF e eliminado nas quartas de final da Primera División (Campeonato Mexicano).

### Cruzeiro
Acertou com o Cruzeiro no final de junho de 2016. Os mexicanos aceitaram a proposta de 5 milhões de dólares (R$ 16,6 milhões) e o liberaram para acertar o retorno ao Brasil. Os mineiros acertaram a compra de 100% dos direitos econômicos do atacante, que assinou por três temporadas. Estreou no dia 11 de julho, na derrota por 3 a 0 contra o Atlético Paranaense, válida pelo Campeonato Brasileiro.
Já no dia 4 de agosto, contra o Internacional, em partida válida pela 18º rodada do Brasileirão, Sóbis fez seus primeiros três gols pelo time celeste na vitória por 4 a 2.
Em dezembro de 2018, Rafael Sóbis rescindiu seu contrato e ficou livre no mercado. O atacante conquistou quatro títulos em sua passagem pelo Cruzeiro, sendo dois Campeonatos Mineiros e duas Copas do Brasil.

### Terceira passagem pelo Internacional
No dia 4 de janeiro de 2019, acertou seu retorno ao Internacional e assinou até o fim do ano. Marcou seu primeiro gol de retorno no dia 6 de março, na vitória por 1 a 0 contra o Palestino, em Santiago, em partida válida pela Copa Libertadores da América. No fim de semana seguinte ao jogo no Chile, Sóbis começou jogando contra o Aimoré, pelo Campeonato Gaúcho, e voltou a marcar, desta vez em um belo gol por cobertura na vitória do Inter por 2 a 0, após assistência de Wellington Silva. Este acabou sendo o gol de número 50 de Sóbis com a camisa do Internacional.

### Ceará
No dia 5 de janeiro de 2020, foi anunciado pelo Ceará para a temporada de 2020. Pelo alvinegro cearense, Sóbis marcou oito gols.

### Retorno ao Cruzeiro
Em 11 de novembro de 2020, foi oficializado seu retorno ao Cruzeiro menos de dois anos após sua saída, assinando contrato até o fim de 2021. Reestreou na equipe no empate por 1 a 1 contra o Figueirense, no Mineirão.

### Aposentadoria
Em 9 de novembro de 2021, após a partida do Cruzeiro contra Brusque, pela Série B, Sóbis anunciou sua aposentadoria dos gramados.
Em sua penúltima entrevista como jogador de futebol, deixou a seguinte frase: "Cara, o dia chegou, né? A vida é assim, o tempo passa. Alguns têm que sair para outros chegarem. Eu avisei, que se a gente vencesse, ficasse mais tranquilo, ia ser o meu último jogo. Então acabou, fica a história."
Sua última partida foi o 0 a 0 contra o Náutico, realizada no dia 25 de novembro, no Mineirão, em jogo válido pela última rodada da Série B.

## Seleção Nacional

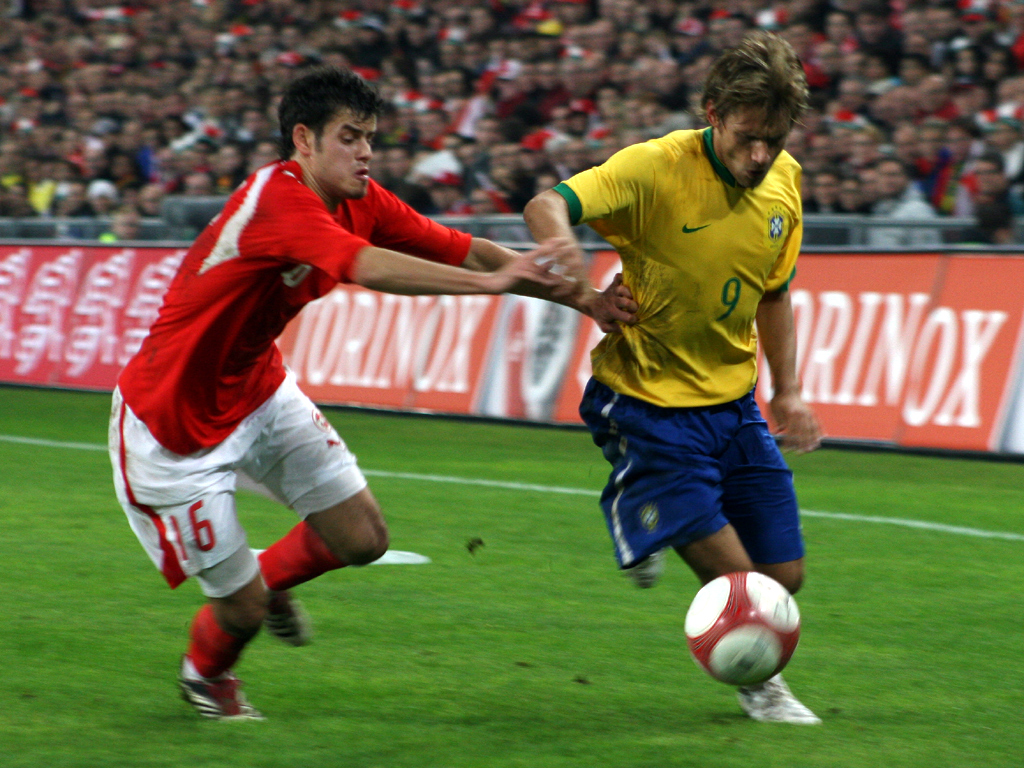
Rafael Sóbis pela Seleção Brasileira em 2006, num amistoso contra a Suíça

O jogador foi convocado pela primeira vez ao time principal da Seleção Brasileira em 17 de agosto de 2006. Marcou seu primeiro gol pela Seleção Canarinho contra o Kuwait, em amistoso de 7 de outubro de 2006, quando começou como titular. Também foi titular em amistosos contra Suíça e Portugal.
Em 2008, foi convocado para os Jogos Olímpicos de Pequim, fazendo um gol na classificação do Brasil para as semifinais, contra Camarões.

### Jogos pela Seleção
|    | Data                   | Local            | Resultado | Adversário    | Gols | Competição |
| -- | ---------------------- | ---------------- | --------- | ------------- | ---- | ---------- |
| 1. | 3 de setembro de 2006  | Londres          | 3–0       | Argentina     | 0    | Amistoso   |
| 2. | 5 de setembro de 2006  | Londres          | 2–0       | País de Gales | 0    | Amistoso   |
| 3. | 7 de outubro de 2006   | Cidade do Kuwait | 4–0       | Kuwait        | 1    | Amistoso   |
| 4. | 10 de outubro de 2006  | Solna            | 2–1       | Equador       | 0    | Amistoso   |
| 5. | 15 de novembro de 2006 | Basileia         | 2–1       | Suíça         | 0    | Amistoso   |
| 6. | 6 de fevereiro de 2007 | Londres          | 0–2       | Portugal      | 0    | Amistoso   |
| 7. | 6 de fevereiro de 2008 | Dublin           | 1–0       | Irlanda       | 0    | Amistoso   |
| 8. | 31 de maio de 2008     | Seattle          | 3–2       | Canadá        | 0    | Amistoso   |
| 9. | 6 de junho de 2008     | Foxborough       | 0–2       | Venezuela     | 0    | Amistoso   |

## Estatísticas
Atualizadas até 2 de maio de 2021

### Clubes
| Clube             | Temporada         | Campeonato Nacional | Campeonato Nacional | Copa Nacional | Copa Nacional | Competição Internacional¹ | Competição Internacional¹ | Outros Torneios² | Outros Torneios² | Total | Total |
| Clube             | Temporada         | Jogos               | Gols                | Jogos         | Gols          | Jogos                     | Gols                      | Jogos            | Gols             | Jogos | Gols  |
| ----------------- | ----------------- | ------------------- | ------------------- | ------------- | ------------- | ------------------------- | ------------------------- | ---------------- | ---------------- | ----- | ----- |
| Internacional     | 2004              | 35                  | 6                   | 5             | 1             | 2                         | 0                         | 8                | 2                | 50    | 9     |
| Internacional     | 2005              | 35                  | 19                  | 6             | 1             | 6                         | 2                         | 12               | 3                | 59    | 25    |
| Internacional     | 2006              | 12                  | 3                   | 0             | 0             | 12                        | 3                         | 0                | 0                | 24    | 6     |
| Internacional     | 2010              | 16                  | 4                   | 0             | 0             | 5                         | 1                         | 0                | 0                | 20    | 5     |
| Internacional     | 2011              | 0                   | 0                   | 0             | 0             | 6                         | 1                         | 10               | 2                | 16    | 3     |
| Internacional     | 2019              | 20                  | 2                   | 7             | 0             | 9                         | 3                         | 10               | 1                | 46    | 6     |
| Internacional     | Total             | 118                 | 34                  | 18            | 2             | 40                        | 10                        | 40               | 8                | 216   | 54    |
| Betis             | 2006–07           | 31                  | 4                   | 0             | 0             | 0                         | 0                         | 0                | 0                | 31    | 4     |
| Betis             | 2007–08           | 26                  | 4                   | 0             | 0             | 0                         | 0                         | 0                | 0                | 26    | 4     |
| Betis             | Total             | 57                  | 8                   | 0             | 0             | 0                         | 0                         | 0                | 0                | 57    | 8     |
| Al-Jazira         | 2008–09           | 21                  | 7                   | 0             | 0             | 0                         | 0                         | 0                | 0                | 21    | 7     |
| Al-Jazira         | 2009–10           | 0                   | 0                   | 0             | 0             | 4                         | 2                         | 0                | 0                | 4     | 2     |
| Al-Jazira         | Total             | 21                  | 7                   | 0             | 0             | 4                         | 2                         | 0                | 0                | 25    | 9     |
| Fluminense        | 2011              | 26                  | 10                  | 0             | 0             | 5                         | 1                         | 0                | 0                | 31    | 11    |
| Fluminense        | 2012              | 21                  | 3                   | 0             | 0             | 9                         | 1                         | 11               | 5                | 41    | 9     |
| Fluminense        | 2013              | 36                  | 10                  | 1             | 0             | 7                         | 1                         | 13               | 6                | 57    | 17    |
| Fluminense        | 2014              | 31                  | 3                   | 5             | 1             | 1                         | 0                         | 14               | 1                | 51    | 5     |
| Fluminense        | Total             | 114                 | 26                  | 6             | 1             | 22                        | 3                         | 38               | 12               | 180   | 42    |
| Tigres UANL       | 2015              | 15                  | 7                   | 0             | 0             | 12                        | 4                         | 0                | 0                | 27    | 11    |
| Tigres UANL       | 2016              | 37                  | 11                  | 0             | 0             | 6                         | 0                         | 0                | 0                | 43    | 11    |
| Tigres UANL       | Total             | 52                  | 18                  | 0             | 0             | 18                        | 4                         | 0                | 0                | 70    | 22    |
| Cruzeiro          | 2016              | 22                  | 4                   | 6             | 0             | 0                         | 0                         | 0                | 0                | 28    | 4     |
| Cruzeiro          | 2017              | 23                  | 4                   | 11            | 5             | 1                         | 0                         | 15               | 4                | 50    | 13    |
| Cruzeiro          | 2018              | 18                  | 3                   | 4             | 0             | 3                         | 1                         | 13               | 4                | 38    | 8     |
| Cruzeiro          | 2020–21           | 16                  | 6                   | 0             | 0             | 0                         | 0                         | 0                | 0                | 16    | 6     |
| Cruzeiro          | 2021              | 0                   | 0                   | 2             | 0             | 0                         | 0                         | 11               | 2                | 13    | 2     |
| Cruzeiro          | Total             | 78                  | 16                  | 23            | 5             | 4                         | 1                         | 28               | 8                | 145   | 32    |
| Ceará             | 2020              | 14                  | 0                   | 9             | 3             | 0                         | 0                         | 18               | 5                | 41    | 8     |
| Ceará             | Total             | 14                  | 0                   | 9             | 3             | 0                         | 0                         | 18               | 5                | 41    | 8     |
| Total na carreira | Total na carreira | 455                 | 102                 | 55            | 11            | 97                        | 20                        | 126              | 33               | 731   | 176   |

¹Em competições continentais, incluindo jogos e gols da Copa Libertadores da América, Copa Sul-Americana e Recopa Sul-Americana
²Em outros torneios, incluindo jogos e gols do Campeonato Paulista de Futebol, Campeonato Gaúcho de Futebol, Primeira Liga e Copa do Mundo de Clubes da FIFA

## Títulos
Internacional
- Campeonato Gaúcho: 2004, 2005 e 2011[52]
- Copa Libertadores da América: 2006[53] e 2010[54]

Fluminense
- Campeonato Carioca: 2012[55]
- Campeonato Brasileiro: 2012[56]

Tigres UANL
- Primera División: 2015–16[57]

Cruzeiro
- Copa do Brasil: 2017[58] e 2018[59]
- Campeonato Mineiro: 2018[60]

Ceará
- Copa do Nordeste: 2020

Seleção Brasileira
- Jogos Olímpicos: 2008 (medalha de bronze)[61]

### Prêmios individuais
- Prêmio Craque do Brasileirão: 2005[62]
- Bola de Prata do Campeonato Brasileiro: 2005[63]
- Troféu Mesa Redonda do Campeonato Brasileiro: 2005[64]
- Chuteira de Ouro da Copa do Brasil: 2017[65]
- Líder de Assistências da Primera División: 2015–16